# Въздвижение на Светия кръст (арменска църква в Кавала)
„Въздвижение на Светия кръст“ или „Свети кръст“ (на арменски: Սուրբ Խաչ, Сурп Хач) е арменска църква в македонския град Кавала, Гърция, част от Гръцката епархия на Киликийския католикосат.

## История
Църквата е разположена на улица „Йоаким Сгурос“ №4. В Кавала в междувоенния период има голяма и активна арменска общност, но значителна част от нея емигрира към Западна Европа, заради Втората световна война. В града остават 15 семейства, към които към началото на XXI век се прибавят 60 семейства нова арменска емиграция. В 2014 година храмът е посетен от католикос Арам I.